# Jean Laurent Gaillard
Jean Laurent Fortunat Gaillard est un homme politique français né le 26 juillet 1730 à Valence (Dauphiné) et mort le 14 janvier 1816 au même lieu.

## Biographie
Jean Laurent Fortunat Gaillard naît le 26 juillet 1730 à Valence. Il est le fils de Laurent Gaillard, professeur de droit à l'université de Valence, et de son épouse, Anne de Montlovier.
Président du tribunal du district de Valence, Jean Laurent Gaillard est député de la Drôme de 1791 à 1792, siégeant avec le parti modéré. En 1800, il est juge suppléant au tribunal criminel de la Drôme.
Il meurt le 14 janvier 1816 à Valence.

## Sources
- « Jean Laurent Gaillard », dans Adolphe Robert et Gaston Cougny, Dictionnaire des parlementaires français, Edgar Bourloton, 1889-1891 [détail de l’édition]
- Justin Brun-Durand, Dictionnaire biographique et biblio-iconographique de la Drôme, contenant des notices sur toutes les personnes de ce département qui se sont fait remarquer par leurs actions ou leurs travaux, avec l'indication de leurs ouvrages et de leurs portraits, t.  I : A à G, Grenoble, Librairie dauphinoise, 1900, 413 p. (lire en ligne), p. 354-355.